# Amomyrtus
Amomyrtus – rodzaj roślin z rodziny mirtowatych. Obejmuje tylko dwa gatunki występujące w Ameryce Południowej – w środkowej i południowej części Chile oraz w południowo-zachodniej Argentynie. Są to krzewy i drzewa rosnące w miejscach zarówno otwartych, jak i cienistych, w dolinach rzek i innych siedliskach wilgotnych.
Ze względu na bardzo obfite kwitnienie Amomyrtus luma jest popularną rośliną ozdobną, sadzoną w obszarach o łagodnym klimacie, w tym w Europie Zachodniej.

## Morfologia

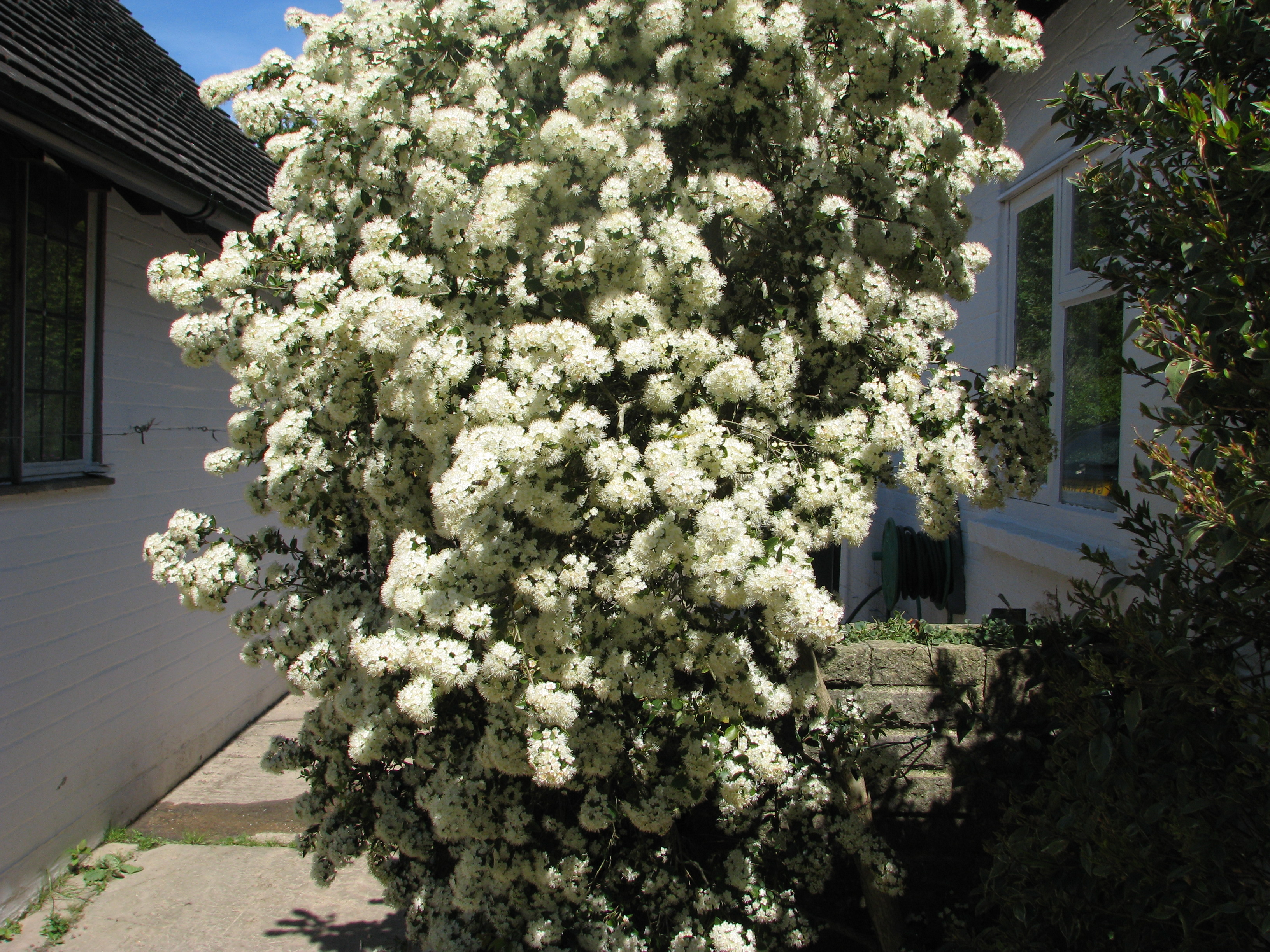
Amomyrtus luma

PokrójKrzewy i niskie drzewa do 7 m wysokości, z korą gładką, bardzo jasną, łuszczącą się łuskowato.
LiścieZimozielone, naprzeciwległe, pojedyncze, silnie aromatyczne, za młodu czerwonawe.
KwiatyPojedyncze lub w pęczkach do 6 w kątach liści. Działki kielicha w liczbie 5 u dołu zrośnięte w rurkę, o równej długości łatkach. Płatki korony w liczbie 5, kremowobiałe, zaokrąglone. Pręciki liczne, białe. Dolna zalążnia tworzona jest przez 2–3 owocolistki, zwieńczona jest pojedynczą szyjką słupka.
OwoceJagody barwy czerwonej do czarnej zawierające 4–6 nasion w bardzo twardych łupinach.

## Systematyka
Pozycja systematyczna
Rodzaj z podrodziny Myrtoideae, rodziny mirtowatych (Myrtaceae). Należy do plemienia Myrteae, a w nim do grupy Pimenta, w której zajmuje pozycję bazalną wspólnie z siostrzanym rodzajem Legrandia. Dawniej rodzaj zaliczany był do szeroko ujmowanego rodzaju mirt Myrtus (stąd A. luma znany jest często wciąż pod dawną nazwą Myrtus lechleriana).
Wykaz gatunków
- Amomyrtus luma (Molina) D.Legrand & Kausel
- Amomyrtus meli (Phil.) D.Legrand & Kausel